# Syndrome prolongé de sevrage
Le syndrome prolongé de sevrage, syndrome de sevrage post-aigu, ou syndrome post-sevrage (PAWS : Post Acute Withdrawal Syndrome) apparaît durant la phase post-sevrage (après le sevrage) de substances telles que les psychotropes (antidépresseur, benzodiazépine), et l'alcool,,,. Un bébé né d'une mère sujette à des substances dépendantes durant la grossesse peuvent également faire l'expérience du syndrome prolongé de sevrage,. L'arrêt de la prise quotidienne d'une substance s'effectue en deux temps : la période de sevrage, la période de post-sevrage.

## Symptômes
Le syndrome prolongé de sevrage peut durer des mois ou des années,. Les symptômes possibles comprennent des symptômes psychiques et physiques : anxiété (attaques de panique, angoisse latente, phobies), dépression, acouphène, picotement, engourdissement, douleur profonde ou sensation de brûlure dans les membres, sensation de tremblement ou de vibration intérieure, étranges sensations cutanées, douleur musculaire, faiblesse physiologique, crampes douloureuses, convulsions, sursauts, spasmes, crises de tremblement, mémorisation et cognition faibles, et troubles gastro-intestinaux (notamment diarrhée).
Concernant les symptômes pendant le sevrage (causé par l'arrêt ou la baisse du traitement), il est possible d'apprendre à distinguer les symptômes causés par le sevrage : si lors de la diminution du traitement des symptômes apparaissent, mais que le rétablissement ou l'augmentation de la dose de traitement (auparavant diminué ou arrêté) enlève rapidement les symptômes apparus, alors on pourra penser que les symptômes sont dus au traitement et donc iatrogènes. Cependant, lors du syndrome de sevrage prolongé, le traitement ayant été arrêté (période post-sevrage), il est très difficile de faire la différence entre le syndrome de sevrage prolongé et le trouble pour lequel le traitement est prescrit, les symptômes sont multiples, souvent ce syndrome passe pour une rechute lorsque le professionnel de santé ne dispose pas des compétences pour les détecter
Le syndrome pourrait être dû en partie à la persistance des adaptations physiologiques dans le système nerveux central après l'arrêt de la substance.
La paroxétine, la venlafaxine et les neuroleptiques atypiques semblent être particulièrement difficile à arrêter et un syndrome prolongé de sevrage durant plus de 18 mois a été rapporté avec la paroxétine,,.
Une étude indique que des patients ayant pris des antidepresseurs entre 6 mois et 23 ans, ont eu un sevrage prolongé qui a duré entre 5 mois et 14 ans.